# Padinska Skela
Padinska Skela ou, familièrement, Padinjak (en serbe cyrillique : Падинска Скела ou Падињак), est une localité de Serbie située dans la municipalité de Palilula et sur le territoire de la Ville de Belgrade. Au recensement de 2011, elle comptait 9 263 habitants.
Padinska Skela est officiellement classée parmi les villages de Serbie.

## Géographie

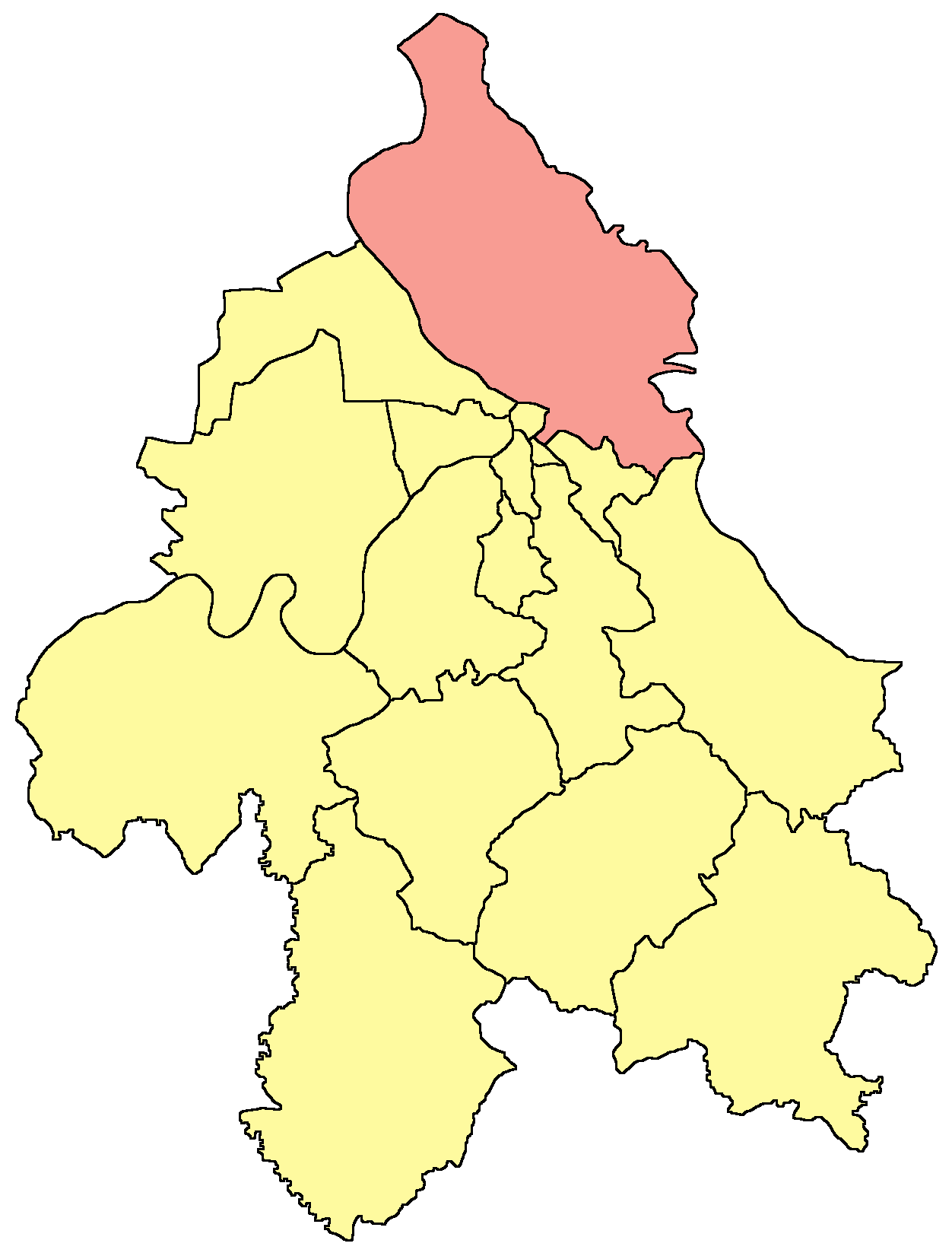
Localisation de la municipalité de Palilula dans la Ville de Belgrade

Padinska Skela, située au nord de la municipalité de Palilula, fait partie du Banat serbe. Elle est située à 15 km au nord du centre-ville de Belgrade, sur le Zrenjaninski put, la route qui relie Belgrade à la ville de Zrenjanin (en Voïvodine). Elle est construite au centre du Pančevački rit, une plaine autrefois marécageuse située entre le Danube et le Tamiš.

## Histoire
La localité de Padinska Skela a été fondée à la fin des années 1940, au moment du drainage de la plaine marécageuse du Pančevački rit. Elle se développa rapidement en raison de sa position centrale dans la zone de travaux. Jusqu'au 30 mai 1952, elle fit partie de la municipalité de Borča, avant de devenir elle-même le chef-lieu d'une municipalité. En 1955, la municipalité de Padinska Skela fut intégrée à la municipalité de Krnjača, qui, à son tour, fut intégrée dans la municipalité de Palilula en 1965.

## Démographie

### Évolution historique de la population
| 1948  | 1953  | 1961  | 1971  | 1981   | 1991   | 2002  | 2011  |
| ----- | ----- | ----- | ----- | ------ | ------ | ----- | ----- |
| 2 516 | 5 578 | 7 631 | 8 280 | 10 311 | 10 371 | 9 836 | 9 263 |

|  |

### Données de 2002
Pyramide des âges (2002)
En 2002, l'âge moyen de la population était de 35,7 ans pour les hommes et 37,8 ans pour les femmes.
Répartition de la population par nationalités (2002)
En 2002, les Serbes représentaient 88,21 % de la population et les Roms un peu plus de 4 %.

### Données de 2011
En 2011, l'âge moyen de la population était de 39,6 ans, 38,5 ans pour les hommes et 40,8 ans pour les femmes.

## Éducation et culture
Padinska Skela abrite une école élémentaire, l'école Olga Petrov. La bibliothèque Milutin Bojić, la bibliothèque centrale de la municipalité de Palilula, créée en 1957, dispose d'une annexe dans le village.

## Sport
Padinska Skela possède une équipe de football, le FK PKB Padinska Skela.

## Économie
Le village est situé dans une région d'agriculture et d'élevage intensifs. La grande entreprise agricole PKB Korporacija Belgrade, dont l'origine remonte à 1945, a son siège social à Padinska Skela ; elle produit chaque année 125 000 t de betteraves sucrières, 120 000 t de maïs ensilage, 28 000 t de blé, 25 000 t de maïs grain et 20 000 t de luzerne ; elle gère également environ 30 000 têtes de bétail, dont 22 000 bovins, 6 000 porcs et 2 000 ovins ; elle produit chaque jour en moyenne 180 000 litres de lait, couvrant ainsi 53 % de la consommation de Belgrade.
La société Imlek Beograd a également son siège social dans la localité ; elle propose des produits laitiers : lait, fromages, yaourts, ainsi que des boissons lactées et fruitées. Parmi les marques sous lesquelles ces produits sont vendus, on peut citer Moja Kravica, Šumadinka, Jogood, Bello, et Flert ; l'entreprise entre dans la composition du BELEX15 et du BELEXline, les deux indices principaux de la Bourse de Belgrade,.

## Transport
Cinq lignes bus de la société GSP Beograd ont leur terminus dans le village, soit les lignes 101 (Omladinski stadion – Padinska Skela), 102 (Padinska Skela – Vrbovski), 107 (Padinska Skela – Omladinski stadion – Dunavac), 109 (Padinska Skela – Čenta) et 110 (Padinska Skela – Široka greda).
L'aéroport de Lisičji Jarak est situé près du village ; il est utilisé pour l'entraînement des pilotes, le saut en parachute et l'épandage aérien des terres agricoles.